# Lucas (rapero)
Wong Yuk-hei (Sha Tin, Hong Kong, 25 de enero de 1999), más conocido como Lucas, es un rapero y cantante chino. Es miembro del grupo SuperM, y es conocido por haber formado parte de NCT y de sus subunidades NCT U y WayV hasta su salida en mayo de 2023.

## Biografía
Lucas nació el 25 de enero de 1999 en Sha Tin, Hong Kong, China, de padre chino con ascendencia teochew y madre tailandesa. Tiene un hermano menor y asistió al Grupo de Hospitales Tung Wah del Colegio Yow Kam Yuen.

## Carrera

### Predebut
En 2015, Lucas fue descubierto por SM Entertainment después de realizar una audición en Hong Kong. Lucas fue aceptado después de audicionar como modelo. El 5 de abril de 2017, fue presentado como miembro de SM Rookies, un equipo de entrenamiento compuesto por aprendices de la discográfica. Dos días después, Lucas apareció en el vídeo musical de «Dream In A Dream» de Ten.

### 2018-2019: Debut en NCT, WayV, SuperM y actividades en solitario
En enero de 2018, SM Entertainment presentó NCT 2018, un grupo proyecto de NCT. Lucas, junto con Kun y Jungwoo, se convirtió en un nuevo integrante del grupo. El trío se presentó en NCT 2018 Yearbook #1 el 30 de enero. El rapero debutó oficialmente con NCT el 14 de marzo, con el lanzamiento del disco NCT 2018 Empathy. Lucas grabó tres canciones para el álbum como parte de NCT U, incluyendo los sencillos «Boss», «Yestoday» (ambos como NCT U) y «Black on Black» (como NCT 2018).
Lucas colaboró con Taeyeon, compañera de agencia, en la canción «All Night Long», grabada en su EP Something New, lanzado en junio de 2018. En noviembre de 2018, Lucas lanzó el sencillo «Coffee Break», con Jonah Nilsson y Richard Bona, para SM Station. En diciembre del mismo año, se anunció que Lucas debutaría en la subunidad china de NCT, WayV, administrada por Label V. El grupo debutó oficialmente el 17 de enero de 2019 con el sencillo «The Vision». Al mes siguiente, Lucas se unió al elenco del programa de variedades chino Keep Running como miembro del elenco para la séptima temporada.
El 7 de agosto de 2019, se anunció que Lucas debutaría como integrante de SuperM, un supergrupo de K-pop creado por SM Entertainment en colaboración con Capitol Records. El grupo debutó en octubre del mismo año con el lanzamiento del disco SuperM y el sencillo «Jopping».

### 2020-presente: NCT 2020, Kick Back, salida de NCT, NCT U y WayV, y actividades en solitario
En octubre de 2020, Lucas volvió a presentarse en NCT por primera vez desde "Black On Black" en 2018. Participó en el segundo proyecto de grupo completo "NCT 2020", presentando todos los 23 miembros. Estuvo presente en el álbum Resonance Pt. 1 para las canciones "Make A Wish (Birthday Song)" y su versión en inglés, "Faded In My Last Song" y "Volcano", hechas por NCT U, así como también "Nectar" por WayV. También participó en el sencillo hecho por todos los miembros, "Resonance".
El 10 de marzo de 2021, WayV lanzó su tercer EP, Kick Back, con el sencillo principal del mismo nombre. El álbum se convirtió en el primer álbum en tener el número uno en Gaon Album Chart.
Lucas se reincorporó a Keep Running como miembro regular del elenco para la novena temporada.
El 9 de mayo del 2023, SM Entertainment anunció la salida de Lucas de NCT, NCT U y WayV mediante un comunicado a la prensa.
Actualmente, sigue siendo miembro de SuperM, y también continua con su carrera en solitario.

## Discografía
| Título                                                                            | Año                    | Mejor posición         | Mejor posición         | Mejor posición         | Ventas                 | Álbum                  |
| Título                                                                            | Año                    | CHN                    | CHN                    | COR                    | Ventas                 | Álbum                  |
| Título                                                                            | Año                    | CHN                    | QQ                     | COR                    | Ventas                 | Álbum                  |
| Como artista principal                                                            | Como artista principal | Como artista principal | Como artista principal | Como artista principal | Como artista principal | Como artista principal |
| --------------------------------------------------------------------------------- | ---------------------- | ---------------------- | ---------------------- | ---------------------- | ---------------------- | ---------------------- |
| «Coffee Break» (con Jonah Nilsson, feat Richard Bona)                             | 2018                   | —                      | —                      | —                      | N/A                    | SM Station 3           |
| Como invitado                                                                     |                        |                        |                        |                        |                        |                        |
| «All Night Long» (Taeyeon feat Lucas)                                             | 2018                   | —                      | —                      | 72                     | N/A                    | Something New          |
| Banda sonora                                                                      |                        |                        |                        |                        |                        |                        |
| «造亿万吨光芒» (con Angelababy, Li Chen, Zheng Kai, Zhu Yawen, Wang Yanlin, Yuqi) | 2019                   | —                      | —                      | —                      | N/A                    | Sin álbum              |
| «–» indica que el lanzamiento no fue lanzado o no se posicionó en ese territorio. |                        |                        |                        |                        |                        |                        |

## Filmografía

### Programas de televisión
| Año                   | Título                                 | Canal            | Notas                  |
| --------------------- | -------------------------------------- | ---------------- | ---------------------- |
| 2018                  | Real Men 300                           | MBC              | Miembro del elenco     |
| 2018                  | Law of the Jungle in Last Indian Ocean | SBS              | Miembro del elenco     |
| 2019, 2021 - presente | Keep Running                           | ZRTG             | Miembro del elenco     |
| 2019, 2021            | Happy Camp                             | Hunan Television | invitado (2 episodios) |